# Avenue des Archères
L'avenue des Archères (en néerlandais : Boogschutterinnenlaan), est une avenue de la commune bruxelloise d'Uccle. 

## Situation et accès
Elle est parallèle à l'avenue du Vieux Cornet.